# Quốc triều khoa bảng lục

Các tân khoa hương thí trường Nam nhận áo mão vua ban

Quốc triều khoa bảng lục(國朝正副榜科錄) là sách do Cao Xuân Dục, một quan đại thần của triều đình nhà Nguyễn, ghi lại tên họ, quê quán của tất cả những thí sinh thi đỗ các khoa thi Đình dưới thời nhà Nguyễn từ khoa Nhâm Ngọ (Minh Mạng thứ ba - 1822) đến khoa sau cùng năm Kỷ Mùi (Khải Định thứ bốn - 1919). Sau đây là bảng tóm tắt các tân đăng khoa.
Chú thích:
- I - Đệ nhất giáp Tiến sĩ cập đệ (thời nhà Nguyễn không lấy đỗ Trạng nguyên, cao nhất là Bảng nhãn, sau là Thám hoa)
- II - Đệ nhị giáp Tiến sĩ xuất thân (tiến sĩ xuất thân hay hoàng giáp) - ông hoàng
- III - Đệ tam giáp Đồng tiến sĩ xuất thân (đồng tiến sĩ xuất thân) - dân gian gọi là ông tiến sĩ
- PB - Phó bảng

## Thời Minh Mạng
| Nhâm Ngọ- 1822 | Bính Tuất - 1826 | Kỷ Sửu - 1829 | Nhâm Thìn - 1832 | Ất Mùi - 1835 | Mậu Tuất - 1838 |
| --- | --- | --- | --- | --- | --- |
| II 1. Nguyễn Ý III 1. Lê Quang 2. Phan Hữu Tính 3. Hà Tông Quyền 4. Đinh Văn Phác 5. Vũ Đức Khuê 6. Trần Lê Hiệu 7. Phan Bá Đạt | II 1. Hoàng Tế Mỹ 2. Nguyễn Huy Hựu III 1. Phan Thanh Giản 2. Chu Văn Nghị 3. Vũ Tông Phan 4. Tô Trân 5. Ngụy Khắc Tuấn 6. Đặng Văn Khải 7. Vũ Thời Mẫn 8. Nguyễn Văn Thắng | II 1. Nguyễn Đăng Huân III 1. Bùi Ngọc Quý 2. Phạm Thế Hiển 3. Nguyễn Tông 4. Trương Quốc Dụng 5. Phạm Thế Lịch 6. Ngô Thế Vinh 7. Phạm Quý 8. Trần Huy Phác PB 1. Phạm Văn Hợp 2. Dương Đăng Dụng 3. Phan Văn Nhã 4. Nguyễn Thường 5. Trần Ngọc Dao | II 1. Phan Trứ 2. Phạm Sĩ Ái III 1. Nguyễn Văn Lý 2. Đỗ Tông Quang 3. Phạm Bá Thiều 4. Vũ Công Độ 5. Nguyễn Tán 6. Phạm Gia Chuyên PB 1. Nguyễn Mậu Trạch 2. Trần Văn Sâm 3. Nguyễn Bá Nghi | II 1. Nguyễn Hữu Cơ 2. Phạm Văn Huy 3. Bạch Đông Ôn III 1. Lưu Quỹ 2. Nguyễn Thố 3. Nguyễn Hoằng Nghĩa 4. Bùi Đình Bảo 5. Hoàng Văn Thu 6. Nguyễn Đức Hoan 7. Lê Văn Chân 8. Nguyễn Thế Trị PB 1. Vũ Ngọc Giá 2. Đinh Văn Minh | II 1. Nguyễn Cửu Trường 2. Phạm Văn Nghị III 1. Đinh Nhật Thận 2. Phạm Chân 3. Nguyễn Văn Tùng 4. Lê Duy Trung 5. Trần Thì Mẫn 6. Hoàng Trọng Từ 7. Lê Thiện Trị 8. Doãn Khuê PB 1. Nguyễn Tường Vĩnh 2. Tạ Kim Vực 3. Dương Công Bình 4. Nguyễn Hữu Độ 5. Lê Thúc Đôn 6. Diệp Xuân Huyên 7. Nguyễn Văn Dực 8. Phan Quang Nhiễu 9. Nguyễn Văn Siêu 10. Nguyễn Xuân Bảng |

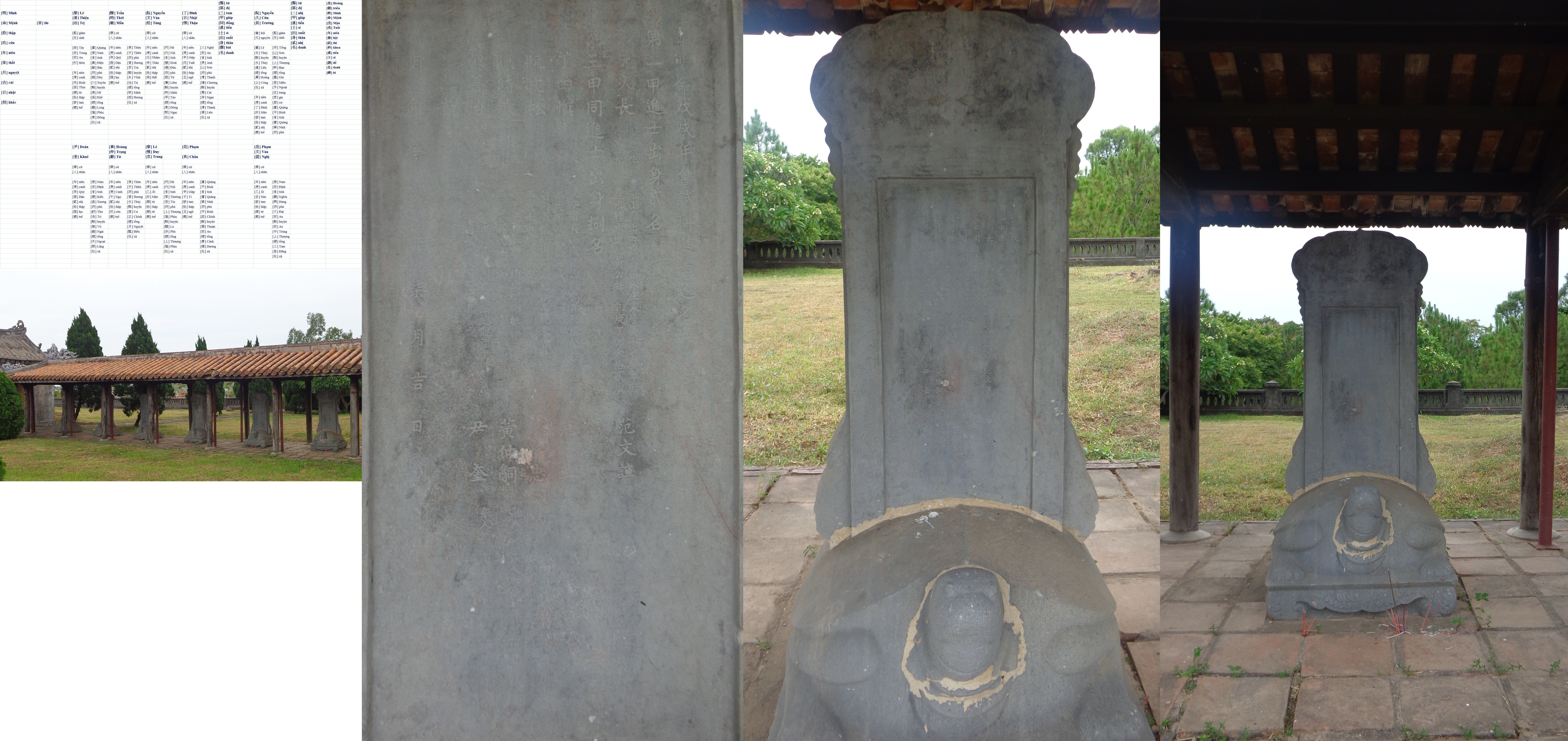
Văn bia đề danh Tiến sĩ nho học Việt Nam, khoa thi năm Mậu Tuất (1838) đặt tại Văn Thánh Miếu Huế, bia thứ 6 nhà bia Hữu vu.

Dưới triều Minh Mạng, có 06 khóa thi đình, lấy được:
- 11 vị Hoàng giáp (06 vị Đình nguyên là Hoàng giáp),
- 43 vị Đệ tam giáp tiến sĩ xuất thân,

tổng cộng 54 vị Tiến sĩ và 20 vị Phó bảng.

## Thời Thiệu Trị
| Tân Sửu - 1841 | Nhâm Dần - 1842 | Quý Mão - 1843 | Giáp Thìn - 1844 | Đinh Mùi - 1847 |
| --- | --- | --- | --- | --- |
| II 1. Nguyễn Ngọc 2. Ngô Thạc III 1. Lê Đức 2. Bùi Tuấn 3. Trần Vĩ 4. Đào Văn Danh 5. Vũ Văn Lý 6. Nguyễn Bá Tuệ 7. Bùi Duy Phan 8. Hồ Văn Trị 9. Nguyễn Xuân Thọ PB 1. Vũ Tá An 2. Vũ Nguyên Doanh 3. Đỗ Huy Uyển 4. Phạm Xuân Quế | II 1. Hoàng Đình Tá III 1. Phan Đình Dương 2. Phan Nhật Tỉnh 3. Phan Hữu Từ 4. Nguyễn Danh Vọng 5. Nguyễn Duy Cần 6. Nguyễn Tường Phổ 7. Trần Văn Chánh 8. Nguyễn Quý Tân 9. Nguyễn Văn Duy 10. Nguyễn Văn Tố 11. Trương Đăng Trinh PB 1. Nguyễn Tất Tố 2. Nguyễn Đức Lân 3. Dương Phúc Vịnh 4. Đỗ Đăng Đệ 5. Lê Thế Quán 6. Lê Đức | I Thám hoa 1. Mai Anh Tuấn II 1. Nguyễn Bá Nhạ III 1. Phạm Phú Thứ 2. Nguyễn Phiên 3. Vũ Anh Tuấn 4. Đỗ Phát 5. Nguyễn Thanh Oai PB 1. Đặng Văn Thái 2. Phạm Thế Húc | II 1. Nguyễn Văn Chương 2. Nguyễn Văn Phú III 1. Nguyễn Dương Huy 2. Hồ Sĩ Tuấn 3. Hoàng Công Thịnh 4. Bùi Văn Phan 5. Trần Hữu Thụy 6. Nguyễn Hữu Tạo 7. Văn Đức Giai 8. Nguyễn Chánh PB 1. Nguyễn Văn An 2. Nguyễn Phẩm 3. Lê Văn Phả 4. Phan Đình Tuyển 5. Vũ Diệm 6. Lê Thiều 7. Vũ Duy Thành 8. Nguyễn Duy Tự 9. Lê Thế Thứ 10. Phạm Văn Tường 11. Lê Đăng Trạc 12. Lê Vĩnh Khanh 13. Trần Công Thuyên 14. Hồ Hằng Tánh 15. Nguyễn Sĩ Ấn | I Thám Hoa 1. Phan Dưỡng Hạo II 1. Nguyễn Văn Hiển 2. Trịnh Đình Thái III 1. Hoàng Trọng Nguyên 2. Nguyễn Đức Tư 3. Trịnh Xuân Thưởng 4. Võ Văn Hiệu PB 1. Trương Ý 2. Nguyễn Huy Dao 3. Hoàng Văn Học 4. Trần Mậu |

Dưới triều Thiệu Trị, có 05 khóa thi Đình, lấy được:
- 02 vị Đình nguyên là Thám hoa,
- 08 vị Hoàng giáp (03 vị Đình nguyên là Hoàng giáp),
- 37 vị Đệ tam giáp tiến sĩ xuất thân,

tổng cộng 47 vị Tiến sĩ và 31 vị Phó bảng.

## Thời Tự Đức
| Mậu Thân - 1848 | Kỷ Dậu - 1849 | Tân Hợi - 1851 | Chế Khoa - 1851 | Quý Sửu - 1853 | Bính Thìn - 1856 |
| --- | --- | --- | --- | --- | --- |
| II 1. Nguyễn Khắc Cần 2. Bùi Thức Kiên III 1. Nguyễn Đăng Hành 2. Nguyễn Hinh 3. Đặng Trần Chuyên 4. Đỗ Thúc Tĩnh 5. Lê Hữu Lệ 6. Vũ Xuân Xán PB 1. Lê Bá Thận 2. Nguyễn Đức Tân 3. Trần Nguyên Hy 4. Trần Ngọc Diêu 5. Lê Đình Thức 6. Bùi Sĩ Tuyến 7. Hồ Sĩ Đình 8. Đặng Ngọc Cầu 9. Đoàn Văn Bình 10. Đặng Kim Toàn 11. Lê Huy Thái 12. Đinh Gia Hội 13. Lê Văn Vịnh 14. Phạm Quý Đức | II 1. Đỗ Duy Đệ 2. Lê Đình Diên III 1. Trần Huy Côn 2. Nguyễn Thái Đễ 3. Phan Sĩ Thục 4. Phạm Quang Mãn 5. Nguyễn Thành Doãn 6. Hoàng Đình Chuyên 7. Ngô Tùng Nho 8. Phạm Văn Khuê 9. Nguyễn Phùng Dực 10. Chu Duy Tân PB 1. Nguyễn Văn Hội 2. Lê Đức Hợp 3. Đỗ Khải 4. Trịnh Huy Quỳnh 5. Phạm Tuyển 6. Nguyễn Ngạn 7. Ngô Quang Diệu 8. Vũ Đăng Xuân 9. Lê Đức Nhuận 10. Đặng Đức Địch 11. Bùi Thố | I Bảng nhãn 1. Phạm Thanh 2. Hoàng Xuân Hợp II 1. Lê Hữu Thanh III 1. Nguyễn Nguyên Thành 2. Thân Trọng Tiết 3. Nguyễn Thế Trâm 4. Nguyễn Quốc Thành 5. Hoàng Văn Tuyển 6. Phạm Nhật Tân 7. Trần Văn Huệ (Trần Văn Hệ) PB 1. Lê Đình Đao 2. Lê Đức Vĩnh 3. Vũ Tử Văn 4. Nguyễn Trung Thành 5. Phạm Thanh Nhã 6. Nguyễn Đình Tuân 7. Nguyễn Thái 8. Phan Đình Thực 9. Vũ Duy Thanh 10. Đào Thế Trinh | I Bảng nhãn 1. Vũ Duy Thanh I Thám hoa 1. Vũ Huy Dực II Hoàng giáp 1. Phạm Huy 2. Nguyễn Thái III 1. Nguyễn Bá Đôn 2. Trần Hữu Dực 3. Trần Huy Tích | I Thám hoa 1. Nguyễn Đức Đạt 2. Nguyễn Văn Giao II 1. Lê Tuấn III 1. Đặng Văn Bảng 2. Nguyễn Hữu Điển 3. Mai Thế Quý 4. Nguyễn Trung Ái PB 1. Vũ Khắc Bí 2. Phạm Đình Trác 3. Hoàng Kim Tích 4. Lưu Văn Bình 5. Trần Ký 6. Trần Doãn Thanh | I Thám hoa 1. Ngụy Khắc Đản III 1. Đặng Xuân Bảng 2. Trần Huy San 3. Ngô Văn Độ 4. Phan Hiển Đạo 5. Phan Đình Bình PB 1. Trần Thế Mỹ |

| Nhâm Tuất - 1862 | Ất Sửu - 1865 | Nhã Sĩ - 1865 | Mậu Thìn - 1868 | Kỷ Tỵ - 1869 |
| --- | --- | --- | --- | --- |
| II 1. Nguyễn Hữu Lập 2. Lê Khắc Cẩn III 1. Trần Văn Chuẩn 2. Nguyễn Chánh 3. Kiều Lâm 4. Vũ Huy Huyến PB 1. Phạm Xuân Trạch 2. Nguyễn Duy Tân 3. Trần Doãn Đạt 4. Phạm Hy Lượng 5. Hoàng Hữu Tài | II 1. Trần Bích San III 1. Nguyễn Tuyên 2. Hoàng Tướng Hiệp PB 1. Thành Ngọc Uẩn 2. Lã Xuân Uy 3. Dương Danh Lập 4. Trần Vĩ 5. Phạm Đăng Giảng 6. Nguyễn Đức Kỳ 7. Bùi văn Quế 8. Vũ Chu (Vũ Giác) 9. Bùi Văn Dị 10. Hà Văn Quan 11. Trần Văn Hoán 12. Nguyễn Tích 13. Lê Lượng | I Thám hoa 1. Đặng Văn Kiều 2. Đoàn Đình Niêu II 1. Nguyễn Phiên 2. Nguyễn Văn Trang 3. Phạm Huy Đôn 4. Ngô Đức Bình | II 1. Vũ Nhự III 1. Bùi Ước 2. Dương Khuê 3. Nguyễn Tái PB 1. Vũ Duy Tân 2. Nguyễn Hoan 3. Nguyễn Thuật 4. Vũ Văn Báo 5. Khuất Duy Tài 6. Hoàng Dụng Tân 7. Tô Huân 8. Phan Đình Vận 9. Lê Khánh Thiện 10. Lê Doãn Thành 11. Lâm Chuẩn 12. Nguyễn Đình Tựu | II 1. Nguyễn Quang Bích III 1. Nguyễn Văn Ái 2. Nguyễn Sĩ Phẩm 3. Hoàng Văn Đoài 4. Lê Đại PB 1. Trần Đức Lập 2. Đặng Huy Xuân 3. Nguyễn Văn Vỉ 4. Vũ Duy Vĩ |

| Tân Mùi - 1871 | Ất Hợi - 1875 | Đinh Sửu - 1877 | Kỷ Mão - 1879 | Canh Thìn - 1880 |
| --- | --- | --- | --- | --- |
| II 1. Nguyễn Khuyến III 1. Nguyễn Kham 2. Nguyễn Xuân Ôn PB 1. Trần Khánh Tiến 2. Nguyễn Xuân 3. Nguyễn Đức 4. Lê Doãn Nhã 5. Trần Viết Thọ | II 1. Phạm Như Xương 2. Nguyễn Hữu Chính (Chánh) III 1. Đinh Nho Điển 2. Đinh Văn Chất 3. Phan Du 4. Hoàng Hữu Thường 5. Tống Duy Tân 6. Lê Thụy 7. Vũ Hữu Lợi 8. Trần Văn Dữ 9. Cao Đảng Đệ PB 1. Lê Đăng Trinh 2. Hồ Bá Ôn 3. Đỗ Thiện Kế 4. Phạm Xuân 5. Đỗ Huy Điển 6. Tạ Thúc Đĩnh | III 1. Phan Đình Phùng 2. Trần Hữu Khác 3. Trần Phát 4. Nguyễn Tài Tuyển PB 1. Nguyễn Quang 2. Phạm Văn Hành 3. Hoàng Côn | II 1. Đỗ Huy Liêu III 1. Phan Trọng Mưu 2. Vũ Tuấn 3. Nguyễn Dự 4. Phan Huy Nhuận 5. Trần Đình Phong PB 1. Ngô Trạch 2. Trần Huy Liễn 3. Trần Xuân Sắc 4. Tôn Thất Thiểm 5. Nguyễn Lê Kháng 6. Nguyễn Đôn Tiết 7. Cao Huy Tân 8. Nguyễn Duy Hiệu | II 1. Nguyễn Đình Dương III 1. Đỗ Văn Ái 2. Khiếu Năng Tĩnh 3. Nguyễn Văn Trung 4. Hoàng Văn Hòe PB 1. Phan Văn Ái 2. Nguyễn Thái Tuân 3. Kiều Dực 4. Trần Kỷ 5. Phạm Hữu Dụng |

## Thời Kiến Phúc
| Giáp Thân - 1884 |
| --- |
| II 1. Nguyễn Đức Quý III 1. Dương Thúc Hạp 2. Nguyễn Thích PB 1. Nguyễn Phụ 2. Nguyễn Âu Chuyên 3. Phan Xuân Quán 4. Trần Khánh Hội |

## Thời Thành Thái
| Kỷ Sửu - 1889 | Nhâm Thìn - 1892 | Ất Mùi - 1895 | Mậu Tuất - 1898 |
| --- | --- | --- | --- |
| II 1. Hoàng Bính 2. Nguyễn Viết Bình III 1. Nguyễn Ngọc Liên 2. Đặng Hữu Dương 3. Trần Đạo Tiềm 4. Nguyễn Trung Khuyến 5. Đặng Như Vọng 6. Tôn Thất Lãnh 7. Trần Văn Phan 8. Trần Sĩ Trác 9. Nguyễn Khuê 10. Phan Văn Khải PB 1. Hoàng Thụy 2. Nguyễn Văn Mại 3. Nguyễn Hoan 4. Phan Duy Bách 5. Đặng Tích Trù 6. Phạm Hữu Tĩnh 7. Võ Sĩ 8. Nguyễn Khải 9. Đặng Quỹ 10. Nguyễn Bỉnh | I Thám hoa 1. Vũ Phạm Hàm II 1. Nguyễn Thượng Hiền III 1. Tạ Tương 2. Lê Bá Hoan 3. Chu Mạnh Trinh 4. Lê Vĩnh Điện 5. Tạ Văn Cán 6. Tạ Hàm 7. Hồ Trung Lượng PB 1. Vũ Thiện Đễ 2. Phạm Văn Thụ 3. Khiếu Hữu Sử 4. Nguyễn Đình Văn 5. Vương Danh Quý 6. Nguyễn Thiện 7. Nguyễn Đĩnh | II 1. Trần Dĩnh Sĩ III 1. Nguyễn Đức Huy 2. Nghiêm Xuân Quảng 3. Lê Phát 4. Đỗ Quân 5. Đàm Kiêm 6. Từ Đạm 7. Phạm Duy Du PB 1. Hoàng Mậu 2. Cao Xuân Tiếu 3. Phan Trân 4. Đặng Nguyên Cẩn 5. Nguyễn Tái Tích 6. Hoàng Hữu Hoàn 7. Đào Phan Quân 8. Vương Đình Trân 9. Từ Thiệp 10. Nguyễn Văn Chấn 11. Trần Tán Bình 12. Hoàng Đình Huyến | II 1. Đào Nguyên Phổ III 1. Phạm Liệu 2. Phan Quang 3. Nguyễn Quý Song 4. Nguyễn Văn Trình 5. Phạm Tuấn 6. Nguyễn Tự Như 7. Bùi Thức PB 1. Ngô Truân 2. Nguyễn Viết Tuyên 3. Nguyễn Duy Thắng 4. Nguyễn Thiện Kế 5. Nguyễn Đạo Quán 6. Nguyễn Văn Đàm 7. Nguyễn Đức Đàm 8. Trần Đình Bách 9. Dương Hiển Tiến |

| Tân Sửu - 1901 | Giáp Thìn - 1904 | Đinh Mùi - 1907 |
| --- | --- | --- |
| III 1. Nguyễn Đình Tuân 2. Ngô Đức Kế 3. Nguyễn Viết Thông 4. Nguyễn Đình Điển 5. Trần Văn Thống 6. Lê Ngải 7. Nguyễn Duy Tích 8. Nguyễn Văn Tính 9. Nguyễn Văn Bân PB 1. Nghiêm Châu Tuệ 2. Vũ Tuân 3. Nguyễn Đình Hiến 4. Lê Đình Xán 5. Hoàng Đại Bỉnh 6. Đỗ Dương Thanh 7. Vũ Vĩ 8. Nguyễn Mậu Hoán 9. Phạm Ngọc Thụy 10. Nguyễn Xuân Thưởng 11. Nguyễn Sinh Huy 12. Nguyễn Duy Thiện 13. Phan Chu Trinh | II 1. Đặng Văn Thụy III 1. Trần Quý Cáp 2. Hoàng Kiêm 3. Huỳnh Thúc Kháng 4. Hồ Sĩ Tạo 5. Nguyễn Mai PB 1. Tạ Thúc Đĩnh 2. Hoàng Văn Cư 3. Nguyễn Đình Tiến 4. Nguyễn Tư Tái 5. Thân Trọng Ngật | II 1. Nguyễn Duy Phiên 2. Lê Hoàn 3. Nguyễn Khắc Niêm 4. Nguyễn Đức Lý III 1. Trần Đình Tuấn 2. Lê Khắc Doãn 3. Lê Chí Tuân PB 1. Nguyễn Thúc Doanh 2. Đỗ văn Toại 3. Nguyễn Văn Thành 4. Phan Thiện Niệm 5. Nguyễn Thạc Tính 6. Phan Duy Phổ |

## Thời Duy Tân
| Canh Tuất - 1910 | Quý Sửu - 1913 |
| --- | --- |
| III 1. Vương Hữu Phu 2. Nguyễn Hàm 3. Nguyễn Sĩ Giác 4. Bùi Hữu Tụy PB 1. Nguyễn Quýnh 2. Trương Trung Thông 3. Lê Trọng Phiên 4. Nguyễn Xuân Đàm 5. Nguyễn Thúc Hiên 6. Nguyễn Cự 7. Tôn Thất Chử 8. Hoàng Tăng Bí 9. Lê Xuân Mai 10. Phan Võ 11. Bùi Kỷ 12. Đào Văn Huân 13. Nguyễn Văn Thông 14. Ngô Đình Chí 15. Vũ Hành 16. Nguyễn Tiến Kiêm 17. Nguyễn Duy Thiệu 18. Lê Huy Đỗ 19. Hoàng Trọng Đài | II 1. Đinh Văn Chấp III 1. Vũ Nhị Cát 2. Nguyễn Văn Giá 3. Mai Hữu Dụng 4. Phan Huy Tùng 5. Phãm Hữu Văn PB 1. Vũ Xuân Tâm 2. Đỗ Xuân Phong 3. Phan Sĩ Bàng 4. Lê Kinh Thiển |

## Thời Khải Định
| Bính Thìn - 1916 | Kỷ Mùi - 1919 |
| --- | --- |
| II 1. Trịnh Thuần III 1. Nguyễn Xuân Đản 2. Đinh Loan Tường 3. Bùi Bằng Thuận 4. Nguyễn Huy Nhu 5. Lê Khắc Khuyến 6. Nguyễn Ngọc Toản PB 1. Nguyễn Can Mộng 2. Lê Tiến Phùng 3. Lâm Hữu Lộc 4. Chu Thiện Sự 5. Nguyễn Trọng Tĩnh 6. Nguyễn Đức Vận | III 1. Nguyễn Phong Di 2. Trịnh Hữu Thăng 3. Lê Văn Kỷ 4. Nguyễn Cao Tiêu 5. Bùi Hữu Hưu 6. Võ Khắc Triển 7. Dương Thiệu Tường PB 1. Nguyễn Xuân Đàm 2. Bùi Hữu Thứ 3. Chu Văn Quyền 4. Mai Duyên 5. Phạm Đình Long 6. Đặng Văn Oánh 7. Trần Nguyên Trinh 8. Lê Nguyên Lượng 9. Nguyễn Hà Hoành 10. Hà Văn Đại 11. Lê Viết Tạo 12. Nguyễn Tấn 13. Nguyễn Ngọc Hoàng 14. Nguyễn Cư 15. Đặng Văn Hướng 16. Hoàng Yến |